# Pohlia fauriei
Pohlia fauriei là một loài Rêu trong họ Bryaceae. Loài này được (Cardot) Iisiba miêu tả khoa học đầu tiên năm 1932.